# Populism de dreapta
Populismul de dreapta, numit și naționalism de dreapta, este o ideologie politică care combină politica de dreapta și retorica și temele populiste. Mesajele populismului de dreapta sunt adesea antielitiste, manifestând opoziție față de conducerea sistemului politic, și alieniere cu interesele „oamenilor de rând”. Atât populismul de dreapta, cât și populismul de stânga se opun controlului perceput al democrațiilor liberale de către elite; cu toate acestea, populismul de stânga se opune și influenței marilor corporații și a aliaților acestora, în timp ce populismul de dreapta susține în mod normal controale puternice asupra imigrației.
În Europa, termenul de populism de dreapta este folosit pentru a descrie grupuri, politicieni și partide politice care sunt în general cunoscute pentru euroscepticism și pentru opoziția față de imigrație, în special din lumea islamică. Populismul de dreapta din lumea occidentală este în general asociat cu ideologii precum anti-ecologismul, neo-naționalismul, antiglobalizarea, nativismul,  și protecționismul economic. Populiștii de dreapta europeni susțin, de asemenea, extinderea ajutoarelor sociale, însă interzicând imigranților acces la acestea.
De la Marea Recesiune,  mișcările populiste europene de dreapta, precum Adunarea Națională (anterior Frontul Național) din Franța, Liga din Italia, Partidul pentru Libertate din Țările de Jos, Partidul Finlandezilor, Democrații Suediei, Partidul Popular Danez, Partidul Libertății din Austria și Partidul pentru independența Regatului Unit început să crească în popularitate,  în mare parte datorită opoziției tot mai mari față de imigrația din Orientul Mijlociu și Africa, creșterea euroscepticismului și nemulțumirea față de politicile economice ale Uniunii Europene. Președintele SUA, Donald Trump, a câștigat alegerile prezidențiale din 2016, în urma unei campanii electorale în care a folosit teme populiste de dreapta.
Din anii 1990, partidele populiste de dreapta s-au înființat în legislativele diferitelor democrații. Deși mișcările de extremă dreaptă din Statele Unite (unde sunt denumite în mod normal „dreapta radicală”) sunt, de obicei, considerate curente separate, unii scriitori consideră că fac parte dintr-un fenomen populist de dreapta mai larg. Populismul de dreapta din Statele Unite este, de asemenea, strâns legat de paleoconservatorism.